# Pygora ornata
Pygora ornata är en skalbaggsart som beskrevs av Oliver Erichson Janson 1876. Pygora ornata ingår i släktet Pygora och familjen Cetoniidae. Inga underarter finns listade i Catalogue of Life.